# Werner von Attinghausen

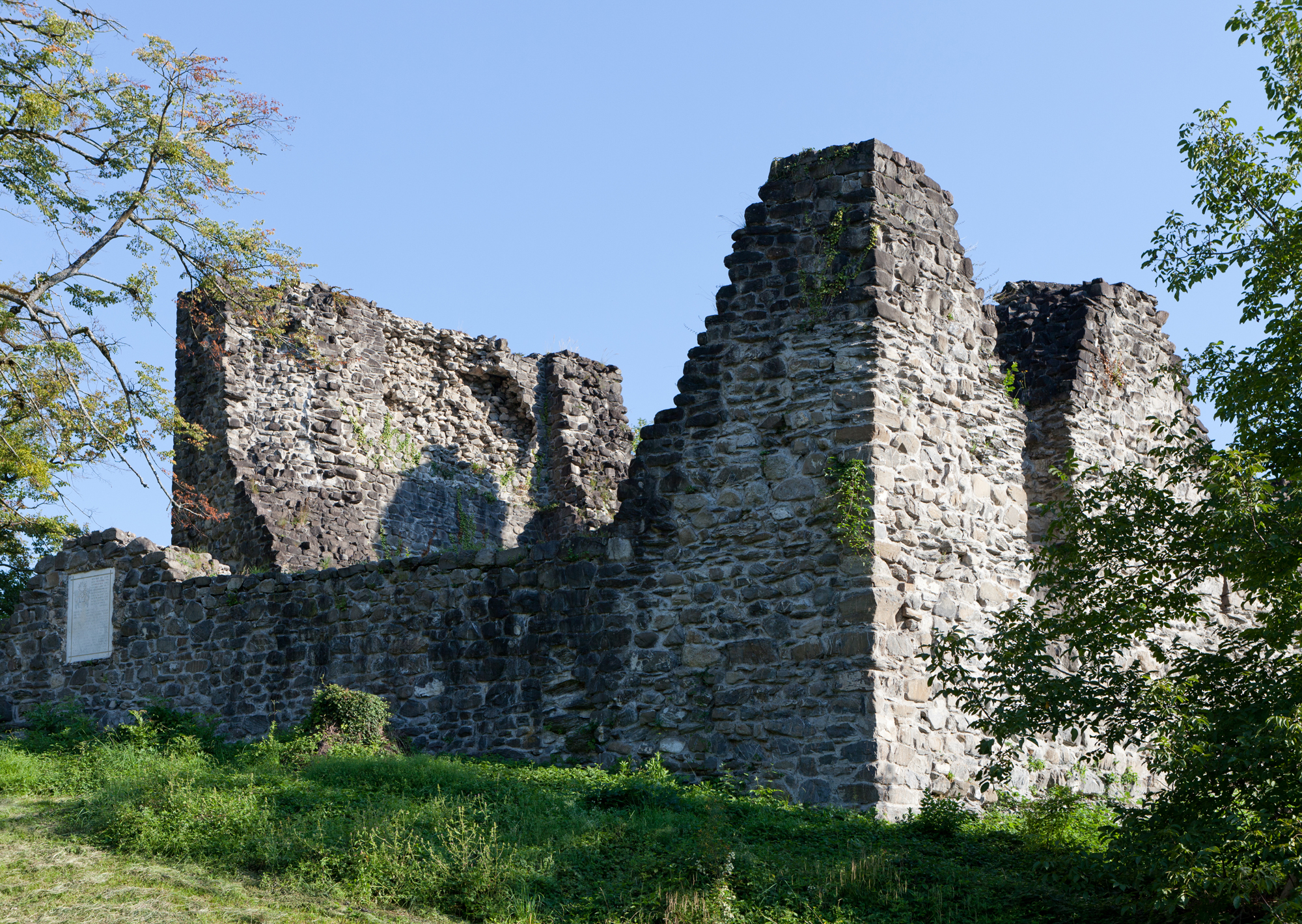
Burgruine Attinghausen

Werner II. von Attinghausen (* vor 1255; † 13. August zwischen 1322 und 1329) war Landammann in Uri. Er nannte sich auch Werner von Schweinsberg. Bekannt ist Attinghausen auch als Figur aus Friedrich Schillers Wilhelm Tell.

## Leben
Werner II. von Attinghausen war der Sohn von Werner I. von Attinghausen und dessen Frau Margretha. Der Familienname stammt von einem Burgsitz bei Attinghausen. Das Adelsgeschlecht der Attinghausen-Schweinsberg stammt aus dem Emmental, genauer aus Signau. Ab 1284 erwerben die Schweinsberger im Urnerland grosse Ländereien und nennen sich nun "von Attinghausen". Werner II. von Attinghausen weilte auch einige Zeit auf Wartenstein (ob. Lauperswil i. E.) und siegelte hier mehrere Urkunden.
Werner II. von Attinghausen war schon 1290 einer der einflussreichen Urner Führer und er gehörte zur Urner Delegation beim Schutzbündnissvertrag von 1291 zwischen Uri, Schwyz und Unterwalden. Er übernahm das Amt des Landammann von Uri von seinem Vorgänger Arnold von Silenen im Jahr 1294 oder etwas früher und hielt dieses Amt wahrscheinlich bis zu seinem Tod. Sein Nachfolger war sein Sohn Johann von Attinghausen. Ein Neffe von Attinghausen war der Abt von Disentis Thüring von Attinghausen-Schweinsberg.

## Figur bei Schiller
Werner II. von Attinghausen tritt als Figur auch in Friedrich Schillers Schauspiel Wilhelm Tell (2. Aufzug, 1. Szene; 4. Aufzug, 2. Szene) auf.
Auf seinem Edelhof lebte er mit sechs Knechten und einem Hirten namens Kuoni.
Im 2. Aufzug, 1. Szene tritt er erstmals mit seinem Neffe Ulrich von Rudenz auf. Attinghausen will nicht, dass Rudenz sich den Österreichern anschließt, die die Schweizer unterjocht haben; er versucht ihn zu überreden, auf dem Hof zu bleiben. Rudenz will nicht hören, da er aus Liebe zu dem Österreichischen Ritterfräulein Berta von Bruneck handelt, die er im 5. Aufzug, 3. Szene heiratet.
Im 4. Aufzug, 2. Szene stirbt der 85-jährige Attinghausen in seinem Armsessel am Alter, bei ihm Walter Fürst, Werner Stauffacher, Arnold vom Melchtal und Konrad Baumgarten. Noch im Sterben liegend erfährt er von Stauffacher und Walter Fürst, dass sein Neffe Rudenz nun doch für sein Vaterland gesprochen hat und der Schweiz treu bleibt. Mit einer langen Rede stirbt er mit den letzten Worten zu Walter Fürst und Stauffacher:
Drum haltet fest zusammen-fest und ewig -
Kein Ort der Freiheit sei dem anderen fremd -
Hochwachten stellet aus auf euren Bergen,
dass sich der Bund zum Bunde rasch versammle -
Seid einig – einig – einig -